# Musée des Beaux-Arts de Strasbourg
Musée des Beaux-Arts de Strasbourg – muzeum sztuki znajdujące się w zabytkowym Pałacu Rohan w Strasburgu, we Francji. W tym samym budynku znajdują się Muzeum Sztuki Dekoracyjnej i Muzeum Archeologiczne.

## Historia
Pierwsze muzeum publiczne powstało w 1801 roku. Zostało zniszczone podczas wojny francusko-pruskiej w 1870 wraz z wszystkimi zbiorami. W 1889 roku, Wilhelm von Bode, historyk i dyrektor muzeum berlińskiego, reaktywował działalność muzeum w Strasburgu. Jego prace kontynuował Hans Haug. W 1947 roku, 13 sierpnia pożar strawił część kolekcji w tym prace Francesco Guardiego, Thomasa de Keysera, Antonia Pollaiuola i Lucasa Cranacha Starszego.

## Kolekcja
Dzięki licznym dotacjom i zakupom muzeum posiada kolekcje obrazów starych mistrzów z okresu od XIV do XIX wieku, w tym artystów włoskich (Giotto di Bondone, Sandro Botticelli, Carlo Crivelli, Filippino Lippi, Piero di Cosimo, Correggio, Pittoni, Veronese, Tintoretto), flamandzkich, holenderskich (Simon Marmion, Hans Memling, Lucas van Leyden, Gerard David, Maarten van Heemskerck, Peter Paul Rubens, Jacob Jordaens, Pieter de Hooch, Antoon van Dyck, Willem Kalf, Pieter Claesz), francuskich (Philippe de Champaigne, Claude Lorrain, Nicolas de Largillière, François Boucher, Simon Vouet, Théodore Chassériau, Gustave Courbet, Théodore Rousseau, Edgar Degas) i hiszpańskich (El Greco, Jusepe de Ribera, Francisco de Zurbarán, Francisco Goya).